# Olsen Brothers
Los Olsen Brothers (hermanos Olsen) son un dúo musical danés compuesto por Jørgen (nacido el 15 de marzo de 1950) y su hermano "Noller" (Niels, nacido el 13 de abril de 1954). 
Ambos formaron su primera banda llamada "The Kids" en 1965. Más tarde, en 1967 sacarían su primer sencillo. Tras participar en un musical, publicaron su primer álbum en 1972. Desde entonces, han llegado a publicar hasta 12 trabajos.
Tras ganar la preselección danesa (Dansk Melodi Grand Prix) en 2000 en Copenhague, representaron a su país en el Festival de la Canción de Eurovisión 2000 celebrado en Estocolmo (Suecia), donde consiguieron alzarse con la victoria con la canción "Fly on the wings of love", una de las canciones más populares del festival. Fueron los ganadores de Eurovisión de mayor edad en el momento de su victoria. 
Dicha canción fue nominada como una de las 14 finalistas de la gala Congratulations, conmemorativa del 50 aniversario de Eurovisión (celebrado en Copenhague en 2005) y que estaba destinado a escoger la mejor canción de la historia del festival. Participaron también en el 60 Aniversario del festival en Londres. Su carrera ha estado centrada mayormente en su país natal. 

## Discografía
- Olsen (1972)
- For What We Are (1973)
- For the Children of the World (1973)
- Back on the Tracks (1976)
- You're the One (1977)
- San Fransisco (1978)
- Dans - Dans - Dans (1979)
- Rockstalgi (1987)
- Det Stille Ocean (1990)
- Greatest and Latest (1994)
- Angelina (1999)
- Fly on the Wings of Love (2000)
- Neon Madonna (2001)
- Walk Right Back (2001)
- Songs (2002)
- Weil Nur Die Liebe Zählt (2003)
- More Songs (2003)
- Our New Songs (2005)
- Celebration (2005)
- Respect (2008)
- Wings of Eurovision (2010)
- Brothers to Brothers (2013)

| Predecesor: Charlotte Nilsson                                       | Ganadores del Festival de la Canción de Eurovisión 2000 | Sucesor: Tanel Padar, Dave Benton & 2XL           |
| Predecesor: Michael Teschl & Trine Jepsen con "This time I mean it" | Dinamarca en el Festival de Eurovisión 2000             | Sucesor: Rollo & King con "Never ever let you go" |

- Datos: Q114196
- Multimedia: Olsen Brothers / Q114196